# Шока-Мару
Шока-Мару (Shoka Maru) — транспортне судно, яке під час Другої світової війни взяло участь в операціях японських збройних сил в Індонезії, архіпелазі Бісмарка та на Новій Гвінеї.

## Передвоєнна історія
Шока-Мару спорудили в 1935 році на корабельні Mitsubishi Dockyard & Engineering Works у Нагасаці на замовлення компанії Osaka Shosen, яка поставила його на лінію між Токіо та Такао (наразі Гаосюн на Тайвані).
Наприкінці 1938-го на тлі Другої японо-китайської війни судно реквізували для потреб Імперської армії Японії, проте наприкінці 1939-го повернули власнику.
7 серпня 1941 судно реквізували для потреб Імперського флоту Японії. У серпні — жовтні Шока-Мару здійснило три рейси до підконтрольної японцям Мікронезії, після чого в термін до 1 грудня пройшло модернізацію, пов'язану з його належністю до ВМФ.

## Вторгнення до Нідерландської Ост-Індії
17 грудня Шока-Мару вийшло з Сасебо, 23—29 грудня перебувало на Палау (захід Каролінських островів), а 31 грудня досягло порту Давао на філіппінському острові Мінданао. 9 січня 1942-го Шока-Мару перейшло до затоки Магнага, а через три доби воно та ще 9 суден, які мали на борту 1-й та 2-й батальйони морської піхоти ВМБ Сасебо, вирушили на південь. Невдовзі після опівночі 11 січня вони почали висадку десанту на північно-східному завершенні острова Целебес у Кемі та Менадо (Кацурагі-Мару доправило бійців саме до останнього з названих пунктів).
20 січня Шока-Мару вирушило з Менадо та через Кірун (наразі Цзілун на Тайвані) пройшло до Сасебо, куди повернулось 31 січня.

## Рейс до Рабаула
Протягом лютого судно відвідало кілька японських портів, а 17 лютого 1942-го вийшло з Йокосуки на Трук (важлива база японського ВМФ, з якої до лютого 1944-го провадились операції у цілому ряді архіпелагів), якого досягло 25 лютого. Тут воно перебувало майже місяць, після чого 21—26 березня здійснило перехід до Рабаула — головної передової бази в архіпелазі Бісмарка, з якої провадились операції на Соломонових островах та сході Нової Гвінеї.
6 квітня під час перебування в гавані Рабаула Шока-Мару пошкоджено внаслідок нальоту бомбардувальників B-26 «Мародер».
22 квітня судно знову зазнало легких пошкоджень при авіанальоті.

## Операція проти Порт-Морсбі
Наприкінці квітня Шока-Мару включили до сил, що мали доправити десант до Порт-Морсбі на Новій Гвінеї. 4 травня 1942-го воно та ще 10 транспортів вийшли з Рабаула, мавши на борту 3-й батальйон морської піхоти ВМБ Куре, 144-й піхотний полк та 10-й морський будівельний загін.
8 травня між авіаносними з'єднаннями відбулась битва в Кораловому морі, внаслідок чого японці скасували висадку в Порт-Морсбі. 9 травня транспорти повернулись до Рабаула.

## Рейс до Японії
22 травня Шока-Мару вийшло з Рабаула в рейс до Японії. Спершу воно прямувало разом зі ще двома транспортами під охороною тральщика W-20, проте через два дні на екваторі конвой розійшовся, W-20 повернувся до Рабаула, інші судна вирушили на Маріанські острови, а Шока-Мару самостійно попрямувало далі, розраховуючи зустріти новий ескорт біля острова Вулеаї (західні Каролінські острови). 25 травня за три з половиною сотні кілометрів південніше від Вулеаї підводний човен Tautog торпедував і потопив Шока-Мару.
На борту Шока-Мару загинуло дві особи, а ще 63 перейшли на рятувальні човни. Наступного дня, оскільки інші судна так і не прибули на порятунок, моряки змайстрували вітрила та 9 червня досягли атола Фараулеп, за п'ятсот кілометрів від місця катастрофи (під час цього плавання була втрачена ще одна особа). Надалі їх вивіз звідти розташований на Вулеаї гарнізон.